# Jagodnja
Jagodnja (cyr. Јагодња) – wieś w Bośni i Hercegowinie, w Republice Serbskiej, w gminie Bratunac. W 2013 roku liczyła 40 mieszkańców.